# 榎本武憲
榎本 武憲（えのもと たけのり、旧字体：榎本 武憲󠄁、1873年（明治6年）1月1日 - 1924年（大正13年）11月6日）は、明治から大正期の政治家、華族。貴族院子爵議員。旧名・金八。

## 経歴
開拓使官吏・榎本武揚の長男として生まれる。父の死去に伴い、1908年（明治41年）11月10日、子爵を襲爵した。
1898年（明治31年）東京帝国大学法科大学法律学科（英法）を卒業。
1910年（明治31年）4月16日、貴族院子爵議員補欠選挙で当選し、研究会に所属して活動し、死去するまで在任した。その他、臨時博覧会評議員、衆議院議員選挙法改正調査会委員、都市計画中央委員会委員、帝国電灯社長などを務めた。
1924年11月、東京府豊多摩郡中野町の自宅で療養中に死去した。

## 親族
- 妻 榎本梅子(1882-1934)  - 黒田清隆長女[1]
- 長男 榎本清武（1900-1944）[1][8]
- 長女 黒田千代子 (1905-1969)  - 黒田清仲（母方叔父）養女、黒田常清（清仲の養嗣子）の妻[1][9]
- 二男 榎本武英（1910-1948） - 子爵。東京製綱勤務。[1][10]
- 孫 榎本隆充 - 榎本武英のニ男